# 源重貞
源 重貞（みなもと の しげさだ）は、平安時代末期の武将。源重実の四男。
清和源氏満政流の一族で近江国矢島（現在の滋賀県守山市矢島町）を本拠とする在京軍事貴族（京武者）。保元の乱では源為朝（鎮西八郎）を捕縛した。平治の乱で多くの軍事貴族が淘汰された後も活動を続け、平氏政権下においても一定の勢力を保持した。諱は重定とも記される。

## 生涯

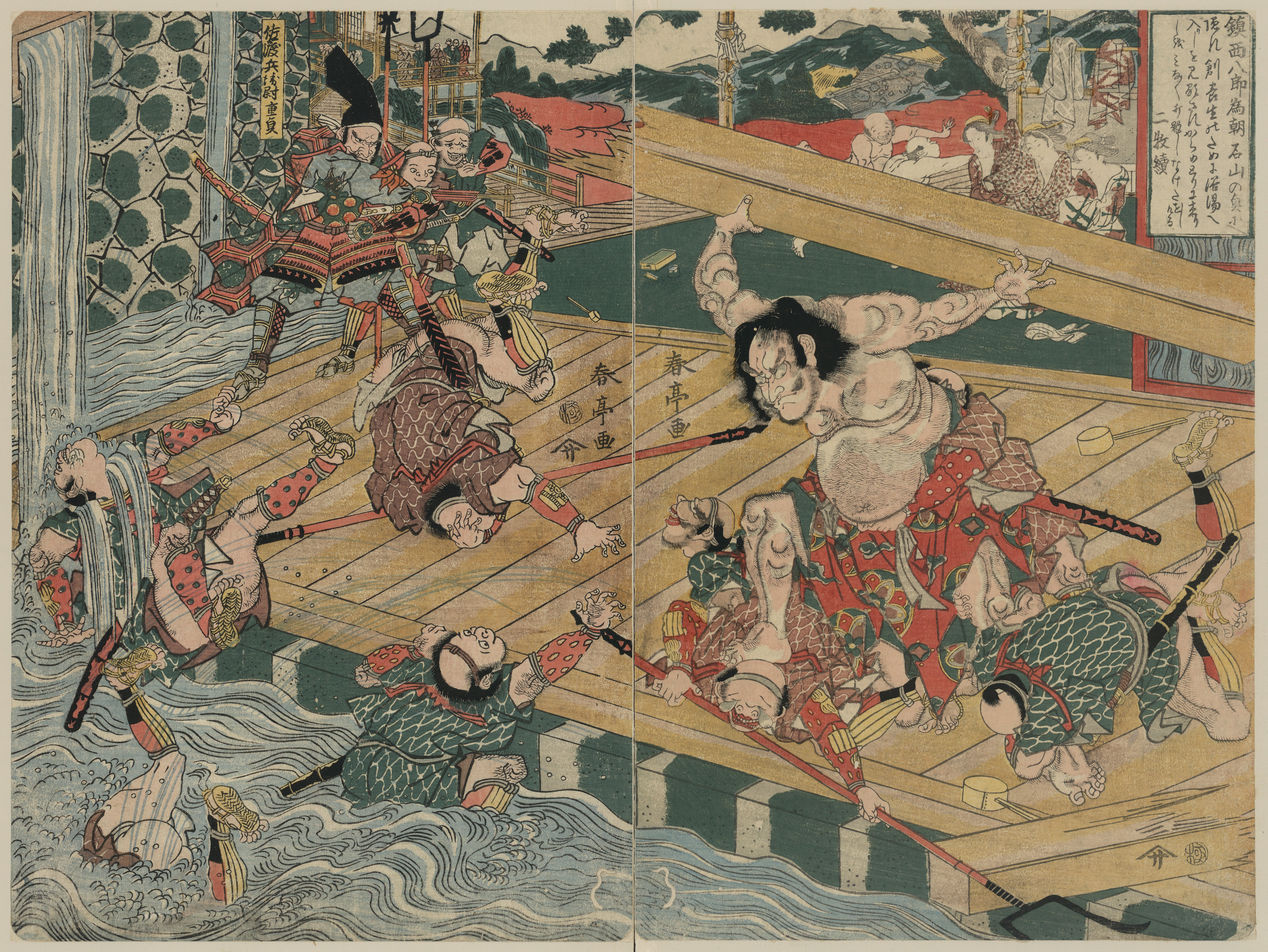
石山の奥の浴場にて、源為朝の捕縛にあたる重貞とその手勢。勝川春亭画。

重貞が史料に初めて現れるのは保元元年（1156年）の保元の乱であり、兄の重成と共に後白河天皇方に属して勝利した。この際、自らが放った矢が藤原頼長の首筋に命中したという（『保元物語』『愚管抄』）。その後、逃亡していた源為朝を自らの所領に近い近江国坂田付近で捕縛し、その功績によって右衛門少尉に任じられた（『兵範記』同年8月26日条）。
平治の乱で兄の重成は源義朝に協力するが、重貞は関与しなかったらしく検非違使として在京活動を続けた。平氏とも協調関係にあり、仁安2年（1167年）に平盛子（清盛の娘）が白河押小路殿に移った際には車の後ろに付き従った。なおこの時の重貞は「検非違使大夫尉」で、従五位下に叙せられていたことが確認できる（『兵範記』11月10日条）。嘉応元年（1169年）の嘉応の強訴では、自らの手勢を率いて平経正と共に内裏の修明門を守った。さらに時期は不明であるが、筑後守にも任じられた。
やがて治承・寿永の乱が勃発し、再び戦乱の時代となった。養和元年（1181年）8月、平宗盛は追討使として平貞能を鎮西に、平通盛・経正を北陸に派遣する。北陸道は平氏の知行国が多く京都への重要な食料補給路であり、兵站地として確保しなければならない地域だった。しかし通盛は越前水津で敗れ越前国府を失陥し（『吉記』9月10日条）、経正も若狭で国境を越えることができず（『玉葉』9月12日条）、北陸道は反乱軍の手に落ちる。このような中で重貞も京都官兵の一人として動員され、翌養和2年（1182年）には越前国に出陣している（『吉記』3月21日条）。しかし翌寿永2年（1183年）の木曾義仲軍の大攻勢で北陸戦線は崩壊し、重貞も所領の近江から単騎で京に逃げ戻った（『吉記』6月13日条）。『延慶本平家物語』には重貞が六波羅に駆け込んで反乱軍が迫っていることを伝える場面があり、作者は源氏にもかかわらず平家に追従していると非難しているが、重貞の家は河内源氏とは別系統であり、平氏に対してもあくまで協力関係であって従属していた訳ではなかった。平氏が都落ちをした後も、重貞はそのまま都にとどまった。
やがて同じ満政流の葦敷重隆や高田重家、泉重忠が義仲軍と共に入京するが連携した様子はなく、重貞のその後の動向ははっきりしない。子の重継は建久年間（1190年 - 1199年）に後鳥羽天皇の中宮・藤原任子の侍長、次いで皇女・昇子内親王の御監になっており（『三長記』建久6年10月16日条）、この頃には家督を譲って隠居していた可能性もある。没年は不明であるが長寿を保ったようで、80歳の出家姿で慈円の前に現れて自らの矢が頼長に当たったことを語り、腕を差し出して「七星（北斗七星）のほくろがあり、この加護のおかげで弓矢は一度も外したことはない」と自慢したという（『愚管抄』）。